# Agricultura en Paraná
La agricultura en Paraná es históricamente una de las principales actividades económicas de este estado brasileño. Los cereales más importantes que produce Paraná son el trigo, el maíz y la soja, que han tenido rendimientos récord, compitiendo con otros estados. La soja es el último de los tres y tuvo su expansión tanto en la parte norte y la parte occidental del territorio estatal y, más tarde, en la parte sur. También tiene la importante tarea de la producción de algodón americano, la forma principal en la parte norte. La plantación de café, que es una de las principales actividades económicas de Paraná, si no más espléndido como lo fue en el pasado, aún conserva el Paraná entre las unidades federales de Brasil que producen más café. El área de cobertura de su región de mayor densidad es al oeste de Apucarana. Venga después de las tierras pertenecientes a las zonas de Bandeirantes, Santa Amélia y Jacarezinho.